# Vorsorgender Sozialstaat
Der vorsorgende Sozialstaat ist ein Sozialstaatskonzept, das in skandinavischen Ländern entwickelt wurde. Der Begriff wurde von der SPD übernommen und wird vorrangig von ihr als politisches Schlagwort verwendet.
Ihm liegt der Gedanke zugrunde, Sozialpolitik dürfe sich nicht darauf beschränken, die Auswirkungen sozialer Notlagen abzufedern („Nachsorge“), sondern müsse in erster Linie darauf abzielen, die Entstehung solcher Notlagen vorsorgend zu vermeiden. In diesem Sinne verstanden umfasst „vorsorgende Sozialpolitik“ ein sehr weites Feld, das auch Bildung, Erziehung, Gesundheitsvorsorge, Wirtschaft und andere Lebensbereiche mit einschließt. Das Hauptziel des vorsorgenden Sozialstaats besteht darin, den Menschen zu regelmäßigen und sicheren Erwerbseinkommen zu verhelfen, mit denen sie nachsorgender, Einkommensausfall kompensierender Sozialpolitik nicht mehr bedürfen.
Das erste sozialdemokratische Grundsatzprogramm, in dem der Begriff des vorsorgenden Sozialstaats genannt wird, ist das Hamburger Programm von 2007. Darin heißt es:

„Um [das] Versprechen von Sicherheit und Aufstieg in unserer Zeit zu erneuern, entwickeln wir den Sozialstaat weiter zum vorsorgenden Sozialstaat. Er bekämpft Armut und befähigt die Menschen, ihr Leben selbstbestimmt zu meistern. [...]

Übergeordnete Aufgabe des vorsorgenden Sozialstaates ist die Integration aller Menschen in die Gesellschaft. Deshalb vernetzt vorsorgende Sozialpolitik unterschiedliche Aufgaben wie Wirtschafts-, Finanz- und Arbeitsmarktpolitik, Bildungs- und Gesundheitspolitik, Familien- und Gleichstellungspolitik oder die Integration von Einwanderern. [...]

Die zentralen Ziele des vorsorgenden Sozialstaates sind Sicherheit, Teilhabe und Emanzipation.“

„Das neue Leitbild vorsorgender Sozialstaat“ kam in dieser Formulierung erstmals im Vorfeld der Diskussion über das Hamburger Programm durch das SPD-Präsidium im April 2006 auf. In einer Rede beim Herbert-Wehner-Bildungswerk in Dresden am 7. Juli 2007 bestritt der SPD-Parteivorsitzende Kurt Beck allerdings, dass es sich dabei um eine neue Idee handle:

„Die Idee des Vorsorgenden Sozialstaates haben wir nicht neu erfunden. Herbert Wehner hat in einer Rede von 1978 gesagt, ‚dass die präventive Funktion der Sozialpolitik ausgebaut werden muss‘. Der Sozialstaat solle nicht bloß als ‚Sanitätskolonne‘ ‚mit dem Pflasterkasten der Entwicklung hinterherlaufen‘. Und im Berliner Programm steht, Sozialpolitik müsse ‚vorausschauend gestalten‘.“

Nach dem Amtsantritt von Martin Schulz als Parteivorsitzender der SPD und Kandidat für das Amt des Bundeskanzlers bei der Bundestagswahl 2017 empfahlen SPD-Politiker eine Wiederbelebung des Konzepts des vorsorgenden Sozialstaats als Gegenmodell zur Agenda 2010. Dabei steht die Hoffnung im Vordergrund, „nachsorgende“ Maßnahmen wie die Versorgung Geringqualifizierter mit schlecht bezahlter Arbeit reduzieren zu können.

## Vorsorgender und Aktivierender Sozialstaat
Zwischen den Konzepten des vorsorgenden und des aktivierenden Sozialstaats besteht eine enge Verwandtschaft. In der politischen Praxis Dänemarks etwa sind Arbeitslose de facto 
gezwungen, sich weiterbilden zu lassen und in engem Kontakt zur Arbeitsbehörde zu bleiben, wenn sie nicht den Verlust ihrer monetären Transferleistungen riskieren wollen. In der Bildungspolitik bestehen Freiheiten der Wahl, gleichwohl besteht bis zu einem bestimmten Grad für alle erwerbsfähigen Einwohner Dänemarks der Zwang zur Bildung (und die Qualität der Bildungsfortschritte wird zwingend evaluiert). Sozialpolitik beinhaltet, ebenso wie die Steuerpolitik, Aspekte des staatlichen Zwangs.
Ein wesentlicher Unterschied zum auch von Liberalen oder Konservativen befürworteten aktivierenden Sozialstaat besteht darin, dass der vorsorgende Sozialstaat skandinavischen Typs stärker selbst die von ihm gestellten Aufgaben zur sozialen Gestaltung der Arbeitswelt übernimmt.
Die gewerkschaftsnahe Hans-Böckler-Stiftung hebt hervor, dass skandinavische Länder durch die Verbindung von egalitärer Bildung und starkem Sozialstaat gekennzeichnet seien: „Auffällig ist, dass sich in diesen Ländern die Bildungsergebnisse nur schwach nach der sozialen Herkunft der Schüler unterscheiden. Die Staaten lassen vergleichsweise wenig Bildungsarmut zu. Hier zeigt sich, wie beide Aufgabengebiete zusammenspielen - weil Schul- oder Berufsabschlüsse spätere Bedürftigkeit weniger wahrscheinlich machen, entlastet das Bildungssystem den Sozialstaat.“ Deutschland hingegen biete „gute Bildung für wenige“.  Die unzureichende Verknüpfung von Bildungs- und Sozialpolitik äußere sich darin, dass sich Bildungsarmut rasch in materielle Armut wandeln könne und dann den Sozialstaat belaste. Insofern könne man die Politiken der skandinavischen Länder und Deutschlands nur bedingt vergleichen. Der Druck, für Geringqualifizierte einen Niedriglohnsektor zu etablieren und aufrechtzuerhalten, sei in Skandinavien deutlich geringer als in Deutschland.